# Dendrobium orientale
Dendrobium orientale är en orkidéart som beskrevs av Johannes Jacobus Smith. Dendrobium orientale ingår i släktet Dendrobium, och familjen orkidéer. Inga underarter finns listade i Catalogue of Life.